# Dyskografia Pablopavo
Solowa dyskografia Pablopavo obejmuje jak dotąd osiem albumów studyjnych. Pięć z nich zostały nagrane z zespołem Pablopavo i Ludziki, jedna z producentem muzycznym Praczasem, jedna z udziałem Praczasa i wokalistki Anny Iwanek. Prócz tego Pablopavo wydał jedną solową płytę Tylko. Z zespołem Vavamuffin Pablopavo nagrał siedem płyt (w tym pięć studyjnych). Dyskografia artysty obejmuje ponadto rozliczne nagrania z innymi wykonawcami (m.in. z Fu, Hemp Gru, Sidneyem Polakiem, Sedativą, Dreadsquadem, Magierą, James Ashen i Habakukiem). Ponadto w 2015 roku ukazał się album grupy Zjednoczenie Soundsystem Inity.

## Dyskografia
Albumy
| Telehon (Pablopavo i Ludziki)             | - Data: 26 września 2009 - Wydawca: Karrot Kommando     | —  |
| 10 piosenek (Pablopavo i Ludziki)         | - Data: 30 marca 2011 - Wydawca: Karrot Kommando        | 28 |
| Głodne kawałki (oraz Praczas)             | - Data: 25 listopada 2011 - Wydawca: Karrot Kommando    | —  |
| Polor (Pablopavo i Ludziki)               | - Data: 24 stycznia 2014 - Wydawca: Karrot Kommando     | 10 |
| Tylko (Pablopavo)                         | - Data: 25 października 2014 - Wydawca: Karrot Kommando | 46 |
| Wir (oraz Iwanek i Praczas)               | - Data: 6 listopada 2015 - Wydawca: Karrot Kommando     | 33 |
| Ladinola (Pablopavo i Ludziki)            | - Data: 30 marca 2017 - Wydawca: Karrot Kommando        | 30 |
| Marginal (Pablopavo i Ludziki)            | - Data: 12 października 2018 - Wydawca: Karrot Kommando | 20 |
| Tournee Warszawskie (Pablopavo i Ludziki) | - Data: 16 kwietnia 2021 - Wydawca: Karrot Kommando     | —  |
| Mozaika (Pablopavo i Ludziki)             | - Data: 30 marca 2022 - Wydawca: Karrot Kommando        | —  |
| Wspaniałe Utwory (Pablopavo i Ludziki)    | - Data: 21 lipca 2023 - Wydawca: Karrot Kommando        | —  |
| Lakuna (Pablopavo i Ludziki)              | - Data: 5 kwietnia 2024 - Wydawca: Karrot Kommando      | —  |
| „—” album nie był notowany.               |                                                         |    |

Single
| Kadubra – „Salam / Roots & Culture”                                | 2005 | —  | —  | —  |
| Sidney Polak – „Przemijamy” (gościnnie: Pablo Pavo, Reggaenerator) | 2006 | 39 | —  | —  |
| Pablopavo – „Zykamu / Dola selektora”                              | 2008 | —  | —  | —  |
| Pablopavo i Ludziki – „Dancingowa piosenka miłosna”                | 2013 | —  | 28 | 4  |
| Pablopavo i Ludziki – „Krzysiek”                                   | 2014 | —  | —  | 44 |
| „Sobota”                                                           | 2014 | —  | —  | 34 |
| „—” singel nie był notowany.                                       |      |    |    |    |

Inne
| Album                                                        | Rok  | Utwór                                                                               | Źródło |
| ------------------------------------------------------------ | ---- | ----------------------------------------------------------------------------------- | ------ |
| Hip-Hop.pl – Kompilacja (kompilacja)                         | 2004 | Fu, Kwas, Pablopavo, O.S.T.R., Mercedresu – „Raptowne realia”                       | [ 22 ] |
| Hemp Gru – Klucz                                             | 2004 | gościnnie śpiew w utworze „Projekt negatyw”                                         | [ 23 ] |
| Sidney Polak – Sidney Polak                                  | 2004 | gościnnie śpiew w utworze „Przemijamy”                                              | [ 24 ] |
| Dezire – Pięć smaków                                         | 2005 | gościnnie śpiew w utworze „N.U.C. (Niecny uczynek cielesny)”                        | [ 25 ] |
| Olsen, Fu – Kameleon                                         | 2005 | gościnnie śpiew w utworze „Perspektywy”                                             | [ 26 ] |
| Dreadsquad – Dread za dreadem                                | 2005 | gościnnie śpiew w utworach „Ragga dynamit” i „Mistrzowie mikrofonu”                 | [ 27 ] |
| Polski ogień (kompilacja)                                    | 2006 | Pablopavo, Reggaenerator – „Gyal na medal (Electric Boogie)”                        | [ 28 ] |
| Habakuk – 4 Life                                             | 2006 | gościnnie śpiew w utworze „Familijna komitywa”                                      | [ 29 ] |
| Maleo Reggae Rockers – Reggaemova                            | 2006 | gościnnie śpiew w utworach „Raggaemova” i „Trzecia od słońca”                       | [ 30 ] |
| Kacezet & Fundamenty – Dziennik kapitana cZ. 1               | 2013 | gościnnie śpiew w utworze „Szum”                                                    | [ 31 ] |
| Dylan.pl - Niepotrzebna pogodynka, żeby znać kierunek wiatru | 2017 | gościnnie śpiew w utworach „Tęskny jazz o podziemiu” i „Adam dał imiona zwierzętom” | [ 32 ] |

## Teledyski

### Solowe
| Rok  | Tytuł    | Reżyseria    | Album | Źródło |
| ---- | -------- | ------------ | ----- | ------ |
| 2014 | „Sobota” | Ada Kornecka | Tylko | [ 33 ] |

### Pablopavo i Ludziki
| Rok  | Tytuł                         | Reżyseria                     | Album       | Źródło |
| ---- | ----------------------------- | ----------------------------- | ----------- | ------ |
| 2009 | „Dym Dym”                     | Łukasz Rusinek                | Telehon     | [ 34 ] |
| 2010 | „Do stu”                      | Barton                        | Telehon     | [ 35 ] |
| 2011 | „Indziej”                     | Alexandra Kutz                | 10 piosenek | [ 36 ] |
| 2011 | „10 piosenek”                 | Maciej Walentowski            | 10 piosenek | [ 37 ] |
| 2013 | „Dancingowa Piosenka Miłosna” | Radosław Chrześciański        | Polor       | [ 38 ] |
| 2014 | „Mikołaj”                     | Kamil Król                    | Polor       | [ 39 ] |
| 2014 | „Koty”                        | Łukasz Rusinek                | Polor       | [ 40 ] |
| 2014 | „Krzysiek”                    | Michał Bojara                 | Polor       | [ 41 ] |
| 2015 | „Pablo i Pavo”                | Edyta Adamczak                | Polor       | [ 42 ] |
| 2016 | „Wszystkie neony”             | Marcin Podolec                | Ladinola    | [ 43 ] |
| 2017 | „Ostatni dzień sierpnia”      | Marcin Podolec Kacper Zamarło | Ladinola    | [ 44 ] |
| 2017 | „Blask”                       | Łukasz Budkiewicz             | Ladinola    | [ 45 ] |
| 2017 | „Zguba” (gość. Ola Bilińska)  | Łukasz Budkiewicz             | Ladinola    | [ 46 ] |
| 2017 | „Dom dobry”                   | Łukasz Rusinek                | Ladinola    | [ 47 ] |
| 2018 | „Zima”                        | Andrzej „Dj Zero” Giegiel     | Ladinola    | [ 48 ] |
| 2018 | „Karwoski”                    | Maciej Bieliński              | Marginal    | [ 49 ] |
| 2018 | „Światła na Statku”           | Olga Czyżykiewicz             | Marginal    | [ 50 ] |
| 2018 | „Kogo” (gość. Lena Romul)     | Jarek Tokarski                | Marginal    | [ 51 ] |
| 2019 | „Szmerem”                     | Łukasz Rusinek                | Marginal    | [ 52 ] |
| 2019 | „Panie inżynierze”            | Amadeusz Mytych               | Marginal    | [ 53 ] |
| 2019 | „Brązowy i Niebieski”         | Marcin Podolec                | Marginal    | [ 54 ] |

### Pablopavo i Praczas
| Rok  | Tytuł           | Reżyseria            | Album          | Źródło |
| ---- | --------------- | -------------------- | -------------- | ------ |
| 2011 | „Technika gęby” | Tomasz Krawczyk      | Głodne kawałki | [ 55 ] |
| 2012 | „Stówa”         | Grupa Filmowa 4zero4 | Głodne kawałki | [ 56 ] |

### Pablopavo / Iwanek / Praczas
| Rok  | Tytuł                  | Reżyseria    | Album | Źródło |
| ---- | ---------------------- | ------------ | ----- | ------ |
| 2015 | „Październikowy facet” | Ada Kornecka | Wir   | [ 57 ] |
| 2016 | „Nasz wir”             | Ada Kornecka | Wir   | [ 58 ] |